# Edward Bird
Edward Bird (ur. 12 kwietnia1772 w Wolverhampton, zm. 2 listopada 1819 w Bristolu) – brytyjski malarz specjalizujący się w malarstwie rodzajowym, który większość życia zawodowego spędził w Bristolu, tworząc wokół siebie nieformalne stowarzyszenie artystów Bristol School. Przez kilka lat cieszył się on popularnością w Londynie, gdzie rzucił wyzwanie dominacji Davida Wilkiego w dziedzinie malarstwa rodzajowego, a następnie zajął się malarstwem historycznym specjalizując się w scenach bitewnych.

## Życiorys
Edward Bird urodził się w Wolverhampton, jako syn cieśli. Nie posiadał formalnego wykształcenia artystycznego, a swoje umiejętności rozwinął przez praktykę japanningu malując tace do podawania herbaty. W 1794 roku przeprowadził się do Bristolu, gdzie poślubił Marthę Dodrell i realizował się w pracy nad zleceniami artystycznymi, takimi jak: portrety, ilustracje do książek i malarstwo kościelne.

## Bristol School
W Bristolu, Edward Bird był w centrum nieformalnej grupy, do której należeli również inni artyści, tacy jak Edward Villiers Rippingille czy Nathan Cooper Branwhite. Początkowo grupę zdominowali artyści amatorzy oraz najbliżsi przyjaciele Edwarda Birda, którymi byli John King (był także lekarzem Birda) i George Cumberland. Cumberland, który przeprowadził się do Bristolu w 1807, został ojcem chrzestnym syna Edwarda Birda. Cumberland miał ogromną kolekcję dzieł sztuki, z której pożyczał Birdowi materiały do nauki.
Grupa organizowała wieczorne spotkania i wycieczki do malowniczych miejsc w okolicach Bristolu w celu wspólnego szkicowania. Obraz Landscape with a Cottage Birda prawdopodobnie został namalowany podczas jednego z tych wyjazdów. Jednakże Bird malował pejzaże stosunkowo rzadko i często towarzyszył członkom stowarzyszenia w wycieczkach bez udziału w szkicowaniu. Największy wpływ Birda na artystów Bristolskich miał jego naturalistyczny styl i świeże kolory prac wykonywanych w stylu rodzajowym, szczególnie w przypadku Rippingilla, który ściśle z nim współpracował. W 1814 roku oboje wystawiali prace w Royal Academy na ten sam temat, The Cheat Detected. Francis Danby, który przeniósł się z Irlandii do Bristolu w 1813 roku i miał zastąpić Birda jako lidera British School, również był pod wpływem jego stylu rodzajowego.

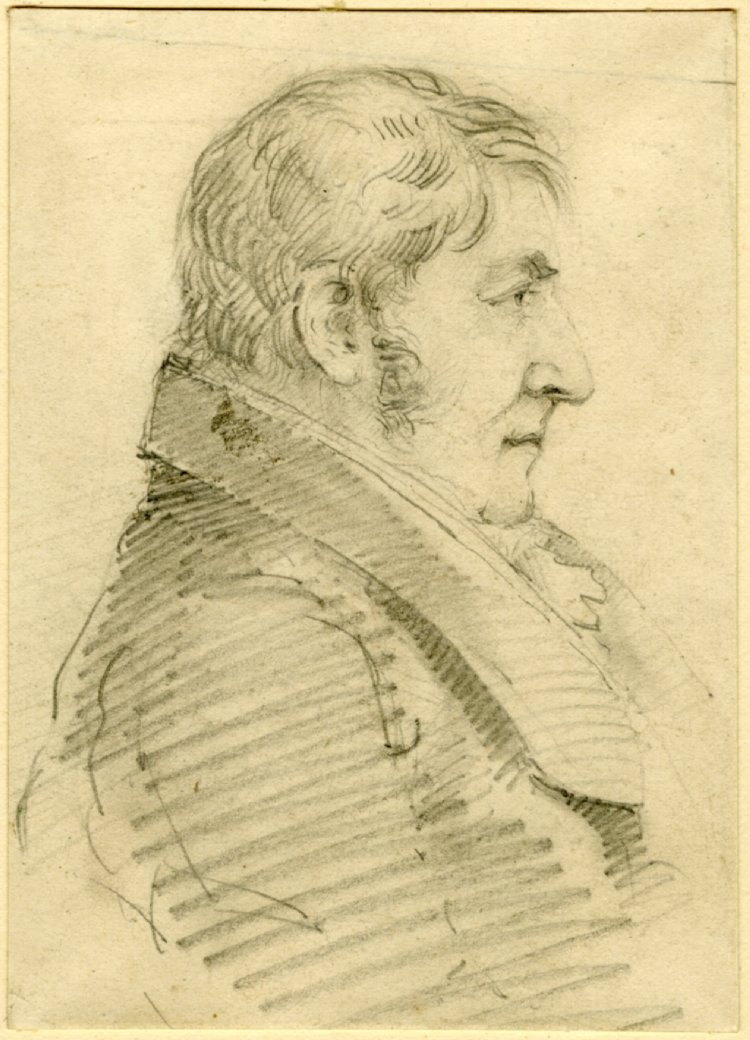
Edward Bird portret Jamesa Mallorda Williama Turnera

## Osiągnięcia
W 1809 roku Bird wystawiał w Royal Academy Good News, portret starego żołnierza w stylu rodzajowym. Umieszczony obok obrazu Davida Wilkiego The Cut Finger przykuwał uwagę, a popularność Birda wzrosła, gdy Książę Regent kupił jego obraz The Country Choristers i przekazał do eksploatacji obraz Blind Man’s Buff. Do prac Birda zaliczały się także Field of Chevy Chase i Day after the Battle, które zostały ogłoszone arcydziełami.
Bird został wybrany wspólnikiem Royal Academy w 1812 roku, został on również mianowany historycznym malarzem księżniczki Charlotty Hanowerskiej w 1813 roku, a ogłoszony pełnoprawnym członkiem w 1815 roku.
Nękany złym stanem zdrowia przez ponad pięć lat i niezdolny do malowania w ostatnim roku swojego życia, Bird zmarł 2 listopada 1819 roku. Został pochowany w Katedrze Bristolskiej. W następnym roku, jego ciesząca się powodzeniem retrospektywna wystawa została zaprezentowana w Bristol Fire Office, w celu wsparcia jego rodziny. Jego syn George został później podchorążym marynarki wojennej, a jego wyposażenie opłacono, dzięki datkom przyjaciół Birda. Córka Birda, Martha, została akwarelistką w Bristolu, a jej młodsza siostra Harriet guwernantką.